# Islas Marshall en los Juegos Olímpicos de Pekín 2008
Las Islas Marshall estuvieron representadas en los Juegos Olímpicos de Pekín 2008 por cinco deportistas, tres hombres y dos mujeres, que compitieron en tres deportes.
El portador de la bandera en la ceremonia de apertura fue el luchador Waylon Muller. El equipo olímpico marshalés no obtuvo ninguna medalla en estos Juegos.